# Starkholzbach
Starkholzbach ist ein Weiler im Stadtteil Bibersfeld der Stadt Schwäbisch Hall im gleichnamigen Landkreis im nordöstlichen Baden-Württemberg.

## Geographie

Starkholzbach, Ausschnitt aus der Karte

Der kleine Weiler mit weniger als zwanzig Hausnummern und etlichen landwirtschaftlichen Nebengebäuden liegt auf einem niedrigen Hügelzug etwa einen Kilometer westlich der Bibers am Fuß des Mainhardter Waldes, dessen Hangwälder etwa einen halben Kilometer weiter im Westen einsetzen. Der rechte Biberszufluss Starkholzbach entwässert die Umgebung, darunter auch den keine hundert Meter südlich der Häuser beginnenden Starkholzbacher See, sommers ein Badegewässer mit Strand, Stegen und Liegewiesen. Die übrige umgebende Flur wird landwirtschaftlich genutzt, die Äcker nehmen die Hochlagen über den eher feuchten und als Grünland genutzten Niederungen ein. Erschlossen wird der Weiler von der K 2592, die von Bibersfeld im Südosten nach Michelfeld im Nordosten führt.

## Geschichte
Beim früher Starkelsbach genannten Ort – der Name wurde nach einem Personennamen gebildet – lag laut Eugen Gradmann eine abgegangene Burg der Herren von Starkelsbach (1386). Ursprünglich Mannlehen, gelangte der Weiler ab dem 14. Jahrhundert nach und nach an den Abt des Klosters Comburg, zu Comburg gehörte er dann bis 1806, unterstand jedoch Haller Hoheit im Amt Rosengarten des Landterritoriums der Reichsstadt Hall.
Starkholzbach war Teil der evangelischen Pfarre Michelfeld. 1822 hatte es 29 Einwohner, und 1847 war die Einwohnerzahl auf 44 gestiegen, die alle evangelisch waren. 1862 wurden 39 registriert. 1972 wurde Starkholzbach mit Bibersfeld bei der Gemeindereform nach Schwäbisch Hall eingemeindet.